# Черкасы
Черка́сы или черка́ссы (итал. Circassi) — одно из исторических названий запорожских казаков и адыгов (черкесов).

## Черкасы в русской истории
Черкасами в XVI веке могли называть польских пленников или выходцев из Речи Посполитой, поселённых в южной Украине. Кроме того, черкасами называли тогда и малоросов. В приказных делах, например, встречается упоминание о Путивльских черкасах, состоявших на службе.
Побывавший в России в 1589 году английский дипломат Джайлс Флетчер, в частности, сообщает: «Наемных солдат из иностранцев (коих называют немцами) у них в настоящее время 4300 человек, именно: поляков, т.е. черкас [Cherkasy] (подвластных полякам) около 4000, из коих 3500 размещены по крепостям…»
О черкассах (фр. Schercassi) на русской службе в 1606 году пишет и французский наёмник Жак Маржерет.
В своей «Истории государства Российского» Карамзин писал:
Вспомним Касогов, обитавших, по нашим летописям, между Каспийским и Чёрным морем; вспомним и страну Казахию, полагаемую Императором Константином Багрянородным в сих же местах; прибавим, что Оссетинцы и ныне именуют Черкесов Касахами: столько обстоятельств вместе заставляют думать, что Торки и Берендеи, назывались Черкасами, назывались и Козаками…
По мнению историка Георгия Вернадского, в XI веке (если не раньше) на Днепре был основан город Черкассы, — в то время у князя Мстислава Черниговского и Тмутараканского была личная охрана из черкесов.
Первые упоминания черкасов в русских летописях относятся к XIV веку:
- Ясские и Черкасские горы упомянуты в повести о смерти Михаила Тверского[7];
- черкасы — один из народов Золотой Орды, пострадавший от мора 1346 года[8];
- черкасы названы среди жителей египетской Александрии, пострадавших от похода 1365 года[9];
- также «черказы» были среди участников войска Мамая во время Куликовской битвы[10][11];
- в Воскресенской летописи XVI века при описании событий 1152 года название Чёрные клобуки поясняется «еже зовутся Черкасы»[12], однако в более ранних летописях (например, Ипатьевской) такое пояснение отсутствует.

Период XIII—XIV веков характеризуется массовой миграцией черкасов в регион среднего Поднепровья (от устья Десны до острова Хортица, — конец Днепровских порогов), получивший в связи с этим наименование «Черкасии».
В. Н. Татищев в «Истории Российской с самых древнейших времён» указывает, что курский баскак (губернатор) Ахмат вызвал часть черкасов с горы Бештау и Пятигорья:
Оные прежде из кабардинских черкес в XIV веке в княжестве Курском, под властью татар собравши множество сброда, слободы населили и воровством промышляли, и из-за многих на них жалоб татарским губернатором на Днепр переведены, и град Черкасы построили. Потом, усмотрев польское беспутное правление, всю Малую Русь в казаков превратили, гетмана или отомана избрав, все черкесами поименовались.

Известный русский историк Карамзин писал:
Торки и Берендеи, назывались Черкасами, назывались и Козаками … некоторые из них, не хотев покориться ни Моголам, ни Литве, жили как вольные люди на островах Днепра, ограждённых скалами, непроходимым тростником и болотами; приманили к себе многих Россиян, бежавших от угнетения; смешались с ними и под именем Комков составили один народ, который сделался совершенно Русским тем легче, что предки их, с десятого века обитав в области Киевской, уже сами были почти Русскими. Более и более размножаясь числом, питая дух независимости и братства, Козаки образовали воинскую Христианскую Республику в южных странах Днепра, начали строить селения, крепости в сих опустошённых Татарами местах; взялись быть защитниками Литовских владений со стороны Крымцев, Турков и снискали особенное покровительство Сигизмунда I, давшего им многие гражданские вольности вместе с землями выше днепровских порогов, где город Черкасы назван их именем.

Также, согласно Карамзину, в XV веке: 
между Азовским и Каспийским морем, сделалась новая воинственная республика, составленная из людей, говорящих нашим языком, исповедующих нашу веру, а в лице своём представляющих смесь Европейских с Азиатскими чертами; людей неутомимых в ратном деле, природных конников и наездников, иногда упрямых, своевольных, хищных, но подвигами усердия и доблести изгладивших вины свои — говорим о славных Донских Козаках … они считались Российскими беглецами; искали дикой вольности и добычи в опустевших Улусах Орды Батыевой, в местах ненаселённых, но плодоносных, где Волга сближается с Доном и где издавна был торговый путь из Азии в Северную Европу; утвердились в нынешней своей области; взяли город Ахас, назвали его, думаю, Черкасским, или Козачьим (ибо то и другое имя знаменовало одно); доставали себе жён, как вероятно, из земли Черкесской и могли сими браками сообщить детям нечто Азиатское в наружности.
Среди довольно противоречивых положений и сведений, изложенных в данной цитате, к примеру, о том, что донские казаки «считались Российскими беглецами» (скорее всего, это именно так и считалось в русских землях) и «говорили нашим языком» (что к этому времени, вполне, могло уже иметь место) есть важное замечание о том, что в то время казаки именовались черкасами (или наоборот — черкасы казаками).

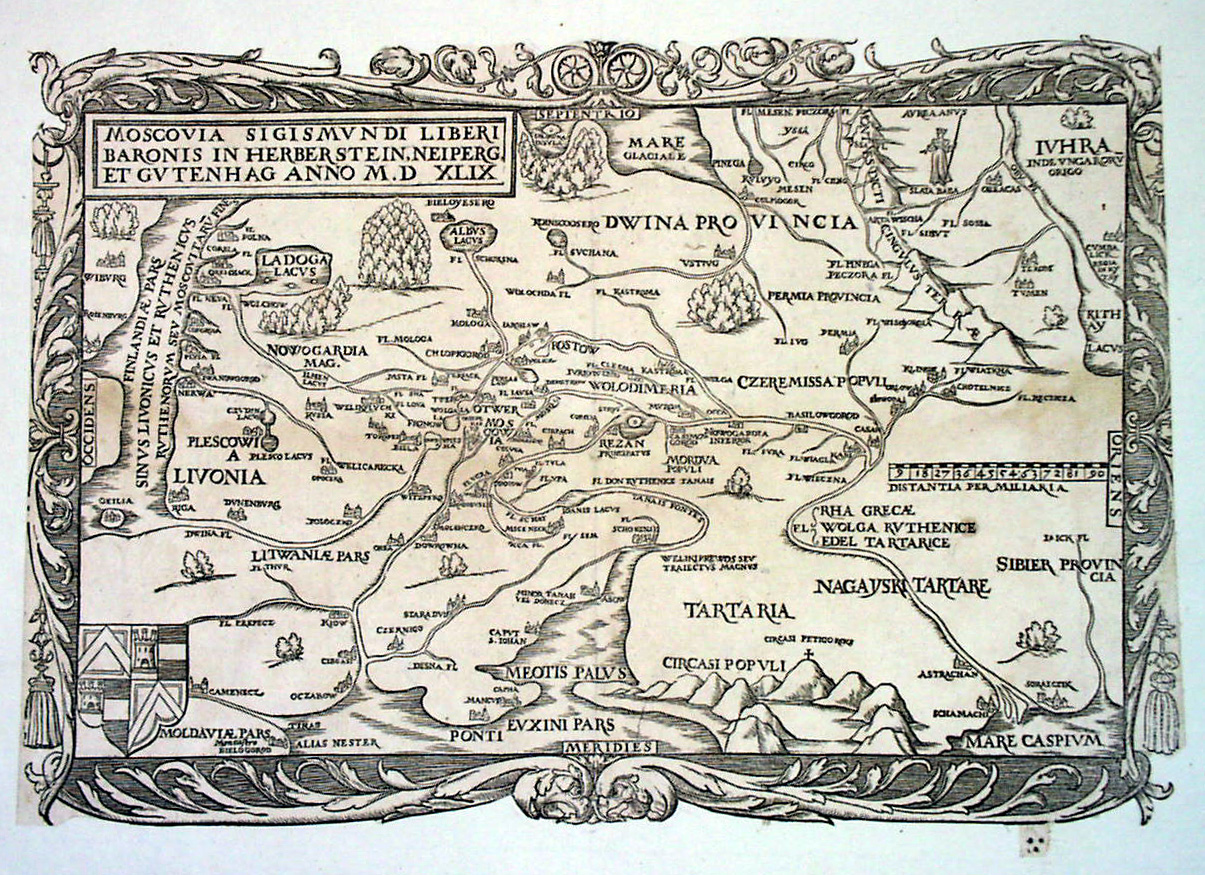
Карта Московии, опубликованная Герберштейном в 1549 г.

Это подтверждает и Сигизмунд фон Герберштейн, посол германского императора, посетивший Великое княжество Московское в 1517 и в 1526 годах, который, в частности, рассказывал, что там, где Кавказский хребет упирается в южный рукав Кубани, в горах жили черкасы пятигорские или чики (chiki):
Этот народ, надеясь на защиту своих гор, не оказывает послушания ни туркам, ни татарам. Русские утверждают, что это христиане, что они живут по своим обычаям, ни от кого не зависят, исповедуют греческую веру, а службу церковную отправляют на славянском языке, которым главным образом и пользуются. Они по большей части смелые пираты. Спускаясь в море по рекам, которые текут с их гор, они грабят, кого попало, а особенно купцов, плывущих из Кафы в Константинополь.
— они не подчинялись никому.

Ещё отец Ивана Грозного жаловался на них турецкому Султану «как Государю Азовской земли»:
…но они гнушались зависимостию от Магометанского Царства, признали над собою верховную власть России — и в 1549 году Вождь их Сарыазман, именуясь подданным Иоанна, строил крепости на Дону: они завладели сею рекою до самого устья, требовали дани с Азова, воевали Ногаев, Астрахань, Тавриду; не щадили и Турков; обязывались служить вдали бдительною стражею для России, … и, водрузив знамение креста на пределах Оттоманской Империи, поставили грань Иоанновой Державы в виду у Султана, который доселе мало занимался нами, но тут открыл глаза, увидел опасность…
В 1552 году черкасы владели берегами Каспия и низовьями Волги. Передали Астрахань в 1556 году Ивану Грозному, проложив Черкасскую и Кабардинскую дороги для сообщения с далёким союзником и покровителем — царём России — и другими северокавказскими племенами, часто обижали ногайцев.
В январе 1558 года во главе пятитысячного отряда ратников «…царь отпустил на Крымские улусы князя Вишневецкого, да с ним Черкасского мурзу Кабартинского (кабардинского). Канклыча Канукова отпустил в Кабарду, в Черкасы». Канукову было велено собрать отряд в Кабарде и идти на помощь Вишневецкому ратью мимо Азова.
В 1561 году состоялся брак Ивана Грозного с Марией Темрюковной, «из черкас пятигорских девицей».
Весной 1578 в Москву приехало большое кабардинское посольство, и били челом «ото всее черкасские Кабарды» и просили «обороны от крымского царя и от иных недругов их». Тогда же, судя по актам, «сошли на Москву» последние черкаские князья, ведущие свою родословную от патриарха черкесских княжеских родов Инала Светлого, правившего в Черкесии XV в. Потомки его, «однородцы» с кабардинскими князьями дома Идархэ (Идаровы), по переезде в Россию, после завоевания Иоанном IV Астрахани в XVI в., именовались князьями Черкасскими и в родословных сказках своим предком называли египетского султана. Они дали начало нескольким княжеским родам Российской империи (см. Черкаские князья), которые в дальнейшем играли большую роль в русской истории. Обосновались в России и другие родственные роды князей Черкасских, также являвшихся Иналидами, но происходивших не из дома Идаровых (там же).
В Кремле появляется Черкасский двор, а в городе — Большой и Малый Черкасские переулки.
См. также: Адыги и Москва: история

Герб Царства Грузинского

C 1625 года к титулу царя Михаила Фёдоровича добавляется фраза: «Повелитель и Государь Иверския земли, Карталинских и Грузинских царей и Кабардинския земли, Черкасских и Горских Князей», что нашло позднее своё отражение и на гербе Российской империи. (На рисунке — один из щитов Большого государственного герба Российской империи, поля которого указывают на титулы Российского Императора, как на «Черкасских и Горских князей и иных Наследного государя и обладателя», за исключением 4-го поля, в котором находится герб титула «Государь области Арменския» — в золотом щите червлёный коронованный лев.)
В XVII веке Джиовани де Лукка, префект доминиканской миссии в Кафе (Каффе), находит, что кавказские черкесы переходят в магометанство; у них нет ни писаных законов, ни церковных обрядов и христиане они только по имени; от греческой веры сохранили обычай носить съестные припасы на могилы покойников и соблюдают некоторые посты.

По сведениям английского путешественника Эдмунда Спенсера, неоднократно посетившего Кавказ в 1836—1838 годах:
Возможно, черкесы, которые из века в век вели полувоенный, полубандитский образ жизни и бывшие одно время лейб-гвардией султанов Египта, Турции и крымских ханов, были известны окружающим народам под этим именем(kassack), которое они давали каждому племени, ведшему подобный образ жизни.
Оригинальный текст (англ.)
Perhaps the Circassians, who it appears in every age led a sort of roving half military, half bandit life, and were at one time the life guards of the Sultans of Egypt and Turkey, and of the Khans of the Krimea, were known to the surrounding nations by that appellation, who gave it to every tribe that led a similar life.
В заселении южных окраин России в XVI—XVIII столетиях (современные Белгородская, Воронежская, Липецкая, Тамбовская и другие области) принимали участие черкасы. Эти переселения поощрялись Москвой, заинтересованной в укреплении своих южных рубежей.

Существуют записи голландского путешественника и этнографа Карнелия де Бруина (1652−1727) о наличии черкасов в некоторых районах Воронежа, которых он видел в 1707 году:
Мы заметили, что большая часть царских домов (кабаков) около Воронежа заселена была черкасами. Люди эти очень опрятны и так же опрятно содержат и свои дома, вообще нрава они весёлого и живут весьма приятно, забавляясь всегда игрою на скрыпке и других струнных инструментах. Они тотчас же начинают свою музыку, как только кто-нибудь приедет к ним, и подают тут же мёд и водку; между ними есть и женщины, оказывающие проезжим разные услуги. Одежда у них особенная, вовсе не похожа на русскую…
По сведениям де Бруина, воронежские черкасы были зажиточны и имели прислугу, к сожалению, он не приводит информации об их языке — ассимилировались ли они на тот момент в языковом отношении полностью или были двуязычны.
Термин черкас в том числе применялся и к кумыкам.
Лавров Л. И. писал о факте, когда «Хосров-хан Шемаханский… упоминает „барагунские улусы черкас ондреевских“, то есть эндерийских». Лавров указывает, что, например, кумыкские князья Таймазовы в 1788 «очевидно, ошибочно названы были кабардинскими», и приводит в пример сведения «1761 и 1765 гг., подобно сочинениям И. А. Гильденштедта и Я. Потоцкого», в которых «называют боргунцев кумыками.»

Причина именования как минимум северных (засулакских) кумыков черкасами (черкесами), согласно сведениям Броневского 1823 года, приводимых и Девлет-Мирзой Шайхалиевым в 1848 году, объясняется географической природой термина «Черкесская область»:
...это Брагунское владение «причислено Черкесским областям по естественному начертанию живых урочищ, хотя брагунские жители, будучи татарского происхождения, принадлежат собственно отделению кумык».

## Черкасы в Малороссии
В российском государстве (в частности, в летописях, а также в официальных документах и государственных законодательных актах) вплоть до конца XVIII века термин «черкасы» употреблялся в качестве экзонима малороссийских казаков:
…нашего великого государя, против его государских недругов, рать собирается многая и несчётная, а строения бывает разного: ...

Казаки донские, терские, яицкие бьются огненным боем; а запорожские черкасы — и огненным, и лучным.— Описание Русского войска, данное Козимо Медичи, во Флоренции,
стольником И. И. Чемодановым (посол в Венеции), в 1656 году.

А также черкасами называли казаков вообще:
… если б вести им <"козакам"> имя особое, то следовало б называться черкасами, по пришедшим потом на Украйну из черкеской Кабарды черкесам … почему всё козачество, да и вся Малороссия, потом черкасами проименовалась, а не козарами.— Ригельман А. И., 1786.
По данным Г. В. Вернадского, в московских документах XVI и XVII веков черкасами назывались как черкесы, так и украинские казаки.

В то же время российское правительство отличало черкасов от остального населения Малороссии. В указе императрицы Екатерины II от 8 декабря 1765 года сказано:
Буде ж кто из помещиков, захватя в своё владение из порозжих Государевых земель, поселили на тех землях разных наций людей, яко то Малороссиян и Черкас и другого звания, которых в вечность за собою укреплять запрещено, а они за ними остаться и ныне пожелают, то и на оных Малороссиян и Черкас отмерить же земли на число душ предписанную…
Поскольку термин «черкасы» применялся в отношении запорожских (малороссийских) казаков, а впоследствии им частенько стали называть население Малороссии вообще, этот факт стал использоваться для создания теорий неславянского происхождения украинцев. Однако работы Медико-генетического научного центра РАМН (в сотрудничестве с английскими и эстонскими учёными) подтвердили генетическое сходство протестированных украинцев с южными белорусами, западными и северными русскими (потомками насельников земель Руси вдоль её основной транспортной артерии — водного пути «из варяг в греки»), а также южными славянами.

## Одежда и традиции казаков, «черкески»
Знак принадлежности к социальным верхам казачьего общества — «оселедец» — основан на обычае, издавна принятом у черкасов на Кавказе. Генуэзский историк и этнограф Интериано писал о черкасах: «Носят длиннейшие усы. На поясе в кожаной сумочке, сделанной и вышитой руками жены, постоянно имеют огниво и бритву с оселком. Ею бреют друг другу голову, оставляя на макушке длинный пучок волос в виде косички».
По данным А. В. Висковатова, в XVIII веке «черкески или верхние кафтаны» назначались отдельным казачьим войскам в качестве форменной одежды. К. К. Абаза так описывал войско черноморских казаков: «Пеших казаков одели в зелёные черкески, конных — в синие, с откидными рукавами, с обложкой по борту из золотого и серебряного снурка».

Интересное свидетельство о распространённости термина в 1831 году оставил наказной атаман Черноморского казачьего войска Н. С. Завадовский:
Строго запрещается ввиду начальства или при отправлении службы носить черкесские свитки и тому подобно неприличное одеяние, которое равно и шапки, могут только, кому угодно, — носить в частной жизни и по хуторам, или на кордонах, в разъездах, залогах и симу подобных службах.
По сведениям Татьяны Марченко, у запорожцев кунтуш был известен под названием черкески. В. Ф. Горленко считает, что в конце XVIII в. на Левобережной Украине бытовала «аналогичная кабардинской „черкеска“ с откидными рукавами».

## Черкасы в иностранных источниках
Пьер-Мартин Де Ламартиньер (1634—1690), в своих заметках в 1653 году указывает о населении Малороссии :
Глава XXXIV. Черкасы (Circassiens). 
…Управление у черкасов совершенно анархическое. Во время одного восстания, случившегося в их стране, они окончательно уничтожили высшую и низшую знать, и в настоящее время управляются старшинами или полковниками, которых они выбирают сами и с которыми последний из них обращается запанибрата. Хотя их религия такая же, как у русских, они дозволяют иностранцам беспрепятственно входить в их церкви, чего русские не допускают, и даже принимают иностранцев с большою добротой и радушием. Солдаты называются на их языке казаками (cosaques), а это дало повод некоторым вообразить, что казаки — отдельная нация. Земля в России менее плодородна [и климат] холоднее, чем в Черкасии… 

## Интересные факты
- Черкас, скачущий на белом коне, является одним из изображений на гербе княжеского рода Черкасских, ведущего начало от Инала, родоначальника кабардинских, бесленеевских, темиргоевских, хатукаевских и части хегакских княжеских родов, предположительно мамлюкского султана Египта середины XV века.

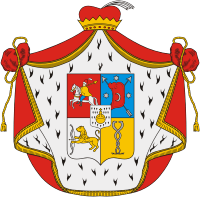
Герб князей Черкасских

## Фамилии от слова «черкас»
От слова «черкас» произошли распространённые в основном в России и на Украине фамилии:
Черкас, Черкасов, Черкасец, Черкасский, Черкалин, Черкашин, Черкашенин, Черкашенко, Черкащенко.
В некоторых случаях ударение может падать на первый слог: например, Че́ркас.